# Leather Nun
The Leather Nun, även kända som Lädernunnan, är ett svenskt rockband. Bandet bildades 1979 i Göteborg av Jonas Almquist (sång, gitarr) för att spela in en b-sida till en singel för det engelska skivbolaget Industrial Records. Han rekryterade Bengt "Aron" Aronsson (gitarr), Freddie Wadling (bas) och Gert Claesson (trummor). Wadling, Aronsson och Claesson hade redan spelat tillsammans i Straitjacket, ett band som splittrats på grund av oenighet.

## Historia
Bandets repertoar spände från början från industrimusik till punk. De blev snabbt beryktade för sitt burdusa uppförande, i punkens anda. Efter hand övergick musiken till tung malande gitarrbaserad rock. Wadling lämnade bandet 1982 under vänskapliga förhållanden, och gick senare med i Blue for Two. De tre andra förblev den fasta besättningen, tillsammans med olika basister. Från denna tid finns inte mycket musik utgiven, men liveskivan Alive från 1985 är en bra representant.
År 1986 ändrades inriktningen till en mer lättsam stil, med den färgglada mini-LP:n Lust Games, och inspelning av Abba:s Gimme Gimme Gimme. Bandet utökades med en andra gitarr, klaviatur och damkör. Därmed blev också skivutgivningen mer regelbunden, med album som "Steel Construction", "International Heroes", "Nun Permanent" och "Force of Habit".
Bandet hade internationella framgångar och turnerade flitigt i Europa på 80-talet och gjorde även en två månader lång lanseringsturné i USA 1988, för att lansera "Force of Habit". Samarbete med storheter som Kim Fowley och Mick Ronson som producenter finns även på meritlistan. Jonas Almquist är en hängiven AIK-supporter: Han medverkade på skivan "Åh vi é AIK" med låten "I mitt Huvudsta-kvarter", som handlar om hans uppväxt i Huvudsta, en stadsdel i Solna kommun.
1991 gick bandets skivbolag i konkurs. Utan ett bolag i ryggen var det svårt för bandet att fortsätta spela och den tidigare regelbundna skivutgivningen upphörde. De turnerade fram till 1995 och gick sedan skilda vägar. 
Låten "No Rule" användes även som soundtrack i en scen i kriminalfilmen Nattbuss 807.

## Efter 1995
Bandet har ibland återförenats för konserter.
2009 återförenade Almquist Lädernunnan igen med i övrigt nya medlemmar och gjorde ett antal klubbspelningar och festivalspelningar. På förmiddagen 12 september meddelade Almquist att han lagt ner bandet. Den på kvällen 12 september inbokade spelningen på Sticky Fingers i Göteborg genomfördes dock ändå med Bengt "Aron" Aronsson som sångare, assisterad av Ebbot Lundberg från The Soundtrack Of Our Lives och Kent Norberg från Sator. Gästade gjorde även de tidigare medlemmarna Gert Claesson och Nils Wohlrabe. 
2015 släppte Almquist ett nytt med Leather Nun-album, Whatever. Material från Nunnan: ReLoaded i ny tappning användes på albumet, samt nytt material. Albumets omslag gjordes av Jonas Almquists son, Viking. Tidigare medlemmar gästspelade på albumet.  

## Tidigare medlemmar & samarbeten
Nunnan:ReLoaded 2009:
- Jonas Almquist - Sång
- Mats "Mappe" Björkman - Gitarr
- Thomas Silver - Gitarr
- Nikke Ström - Bas
- Hempo Hildén - Trummor

Musiker som turnerat och spelat in med Leather Nun :
- Freddie Wadling - Bas
- Ulf Widlund - Bas
- Svävarn - Bas
- Apis - Bas
- Stefan Bellnäs - Bas
- Michael Krönlein - Bas
- Nils Wohlrabe - Gitarr
- Mats Grundström - Gitarr
- Bengt Aronsson - Gitarr
- Tommy Sahlin - Gitarr
- Frederik Adlers - Piano/Keyboard/Producent/Arrangör
- Pelle Blom - Piano/Keyboard
- Kalle Stintzing - Piano/Keyboard
- Martin Hederos - Piano/Keyboard
- Gert Claesson - Trummor
- Staffan Brodén - Trummor

## Diskografi

### Album

#### Studio
- Lust Games (1986), Wire - 12" Mini-LP, UK Indie no. 5[3]
- Steel Construction (1987), Wire - LP/CD, UK Indie no. 5[3]
- International Heroes (1988), Wire - LP/CD
- Nun Permanent (1991), Wire/Rough Trade -  LP/CD
- Whatever (2015), Wild Kingdom/Sound Pollution - LP/CD/download

#### Live
- At Scala Cinema, London / Music Palais Kungsgatan (1980), Industrial - kassett
- Alive (1985), Wire - LP

#### Samlingar
- Slow Death: Extended Version (1984), Criminal Damage - 12" Mini-LP
- Force Of Habit (1987), Wire - LP
- A Seedy Compilation (1994), MVG/SPV - CD
- Force Of Habit (30th Anniversary Edition) 2017, Universal

### EP
- Slow Death (1979), Industrial - 7" EP, UK Indie no. 26[3]
- Radio One Sessions: The Evening Show (1988), Strange Fruit - 12" EP, July 1986 BBC session

### Singlar
- "Ensam I Natt" (1982), Sista Bussen - 7"
- "Prime Mover" (1983), Scabri/Subterranean - 7" single[3]
- "506" (1985), Wire - 7"/12" single
- "Desolation Ave" (1985), Wire - 7"/12" single, UK Indie no. 20[3]
- "Gimme Gimme Gimme!" (1986), Wire - 7/12" single, UK Indie no. 16[3]
- "Gimme Gimme Gimme! (The Rejected Version)" (1986), Wire - 12" single
- "Pink House" (1986), Wire - 7/12" single, UK Indie no. 12[3]
- "Lust For Love" (live) (1987) - 7" flexi disc with Bucketfull of Brains magazine
- "I Can Smell Your Thoughts" (1987), Wire - 7/12" single, UK Indie no. 25[3]
- "Cool Shoes" (1987), Wire - 7/12" single, UK Indie no. 17[3]
- "Lost And Found" (1987), Wire - 7/12" single, UK Indie no. 35[3]
- "Pink House (Special 1988 Mix)" (1987), IRS - promo
- "Demolition Love" (1988), Wire - 7/12" single
- "I Can Smell Your Thoughts" (remixes) (1988), IRS - promo
- "A Thousand Nights" (1989), Wire - 7/12" single
- "Ride Into Your Town" (1990), Wire - 7/12" single
- "Girls" (1991), Wire - CD-singel
- "Save My Soul" (1994), MVG - promo CD

### På samlingar
- The Industrial Records Story (1984), Illuminated: "Slow Death"
- Backlash! (Original Film Soundtrack) (1985), Criminal Damage: "No Rule"
- No Rules (1986), Conifer: "No Rules", "Slow Death"
- Dudes - The Original Motion Picture Soundtrack Album (1987), MCA: "Jesus Came Driving Along"
- Sounds Showcase 3 (1987), 7" EP: "Jesus Came Driving Along" (live version)
- Muzak Distortion (1988), Musikdistribution: "Lost and Found"
- Indie Top 20 Volume III - War Of Independents (1988), Beachwood: "Lost and Found"
- Song and Legend (1988), Abstract Sounds: "Prime Mover"
- Sweden 88 (1988), InfoGram: "Someone Special Like You (Edit)"
- Tapped (1988), Wire: "I Can Smell Your Thoughts (US Mix)", "Desolation Avenue"
- The Best Of The Radio 1 Sessions Vol. One (1989), Nighttracks: "Pure Heart"
- Radio Ffn Powerstation (1990), SPV: "5-0-6"
- Big Deal! (1990), Sista Bussen: "No Rule", "Ensam i Natt"
- GBG Punk volym 2 (1993), Nonstop: "Ensam i Natt"
- Ny Våg 78-82 (1993), MNW: "No Rule"
- Back To Front Vol. 5 (1994), Incognito: "Ensam i Natt"
- Fi-Fi Dong - A Gasolin Tribute (1995), Columbia: "Fi-Fi Dong"
- Spirit Of The 80's (1996), Facedown: "I Can Smell Your Thoughts"
- Voll Auf Die Zehn! (1997), Public Propoaganda: "Cool Shoes"
- Svenska Punk Klassiker (2003), MNW: "Ensam i Natt"
- Abba Forever (2004), Polystar: "Gimme Gimme Gimme"
- Svensk Postpunk (2007), MNW: "Gimme Gimme Gimme"
- New Wave Club Class•X - Sinner's Day 11 (2011), EMI: "Gimme Gimme Gimme"